# アンツィオ
アンツィオ（伊: Anzio）は、イタリア共和国ラツィオ州ローマ県にある都市で、人口約59,000人の基礎自治体（コムーネ）。ティレニア海に面した港町である。

## 地理

### 位置・広がり
ローマ県南部のコムーネ。

#### 隣接コムーネ
隣接するコムーネは以下の通り。括弧内のLTはラティーナ県所属を示す。
- アプリーリア (LT)
- アルデーア
- ネットゥーノ

### 気候分類・地震分類
アンツィオにおけるイタリアの気候分類 (it) および度日は、zona C, 1243 GGである。
また、イタリアの地震リスク階級 (it) では、zona 3A (sismicità bassa) に分類される。

## 歴史

### 古代ローマ
古くはアンティウム (Antium) と呼ばれ、ユリウス＝クラウディウス朝ゆかりの地のためローマ皇帝のカリグラやネロの故郷となっている。

### 連合軍の上陸
1944年 1月22日ジョン・ルーカス将軍率いるアメリカ合衆国第六軍がアンツィオに上陸（シングル作戦）。この戦いをテーマとした映画『アンツィオ大作戦』（Sbarco di Anzio, Lo 1968年 ロバート・ミッチャム主演）が製作されている 。またダーク・ダックスの歌「アンジェリータ」で知られる、Angelita di Anzio（ 参照）の物語の舞台である。

## 行政

### 分離集落
アンツィオには以下の分離集落（フラツィオーネ）がある。
- Anzio Colonia, Cincinnato, Falasche, Lavinio Stazione, Lavinio Mare, Lido dei Gigli, Lido dei Pini, Lido delle Sirene, Padiglione, Pocacqua, Marechiaro, Miglioramento, Villa Claudia, Santa Teresa, Sacro Cuore, Tor Caldara

## 交通
ポンツァ島への水中翼船がある。

## スポーツ
野球チームのアンツィオ・ベースボールの本拠地である。

## 人物

### 著名な出身者
- カリグラ - ローマ皇帝。当地で出生。
- ネロ - ローマ皇帝。カリグラの甥。当地で出生。

## 姉妹都市
- バート・ピルモント、ドイツ
- パフォス、キプロス
- ブルックリン区、アメリカ合衆国